# Erik Falkenburg
Erik Falkenburg (Leiden, 5 mei 1988) is een Nederlands profvoetballer die doorgaans als aanvallende middenvelder of als spits speelt.

## Carrière

### Sparta Rotterdam
Falkenburg bracht zijn middelbareschooltijd door aan het Stedelijk Gymnasium in Leiden. Hij begon met voetballen bij amateurvereniging Oegstgeest in zijn woonplaats, waarna hij een aantal jaar bij UVS in Leiden speelde. Vandaaruit werd hij opgenomen in de jeugd van Sparta Rotterdam. Hiervoor debuteerde Falkenburg op 23 januari 2008 in het betaald voetbal. Tijdens een met 3-1 verloren wedstrijd in de Eredivisie uit tegen PSV, viel hij na 74 minuten in voor Edwin van Bueren. Falkenburg speelde drie jaar voor Sparta Rotterdam in de Eredivisie, waarvan het seizoen 2009/2010 met tien competitiedoelpunten zijn productiefste was. Hij maakte onder meer drie doelpunten in een met 2-3 gewonnen wedstrijd tegen ADO Den Haag en allebei de doelpunten tijdens een 2-0-overwinning op N.E.C..

### AZ
Falkenburg verruilde Sparta in 2010 voor AZ, de nummer vijf van de Eredivisie in het voorgaande seizoen. Hiervoor speelde hij in zijn eerste jaar negentien competitiewedstrijden, waarin hij vier keer scoorde. Ook debuteerde hij dat jaar in de UEFA Europa League. Een doorbraak bij AZ bleef uit en de volgende seizoenen kwam hij minder vaak aan bod. Officieel won hij met AZ in 2012/13 het toernooi om de KNVB beker, waarin hijzelf dat jaar één keer in actie kwam. Op de dag dat AZ de beker daadwerkelijk won, was Falkenburg alleen zelf niet in persoon aanwezig.

### N.E.C.
Hij maakte sinds 27 januari 2013 het seizoen op huurbasis af bij N.E.C., dat op dat moment tegen degradatie streed. Hij speelde alle veertien wedstrijden na zijn komst bij NEC en scoorde twee goals. Met de hulp van Falkenburg eindigde NEC uiteindelijk vijftiende, net boven de gevarenzone. Daarna ging hij terug naar AZ.

### Go Ahead Eagles
Er was voor Falkenburg echter geen toekomst meer bij AZ en de club verhuurde hem in 2013 daarom voor een jaar aan het dan net naar de Eredivisie gepromoveerde Go Ahead Eagles. Daarmee behaalde hij dat seizoen een dertiende plaats in de eindstand. Hij droeg hier in 29 competitiewedstrijden aan bij, met onder meer negen doelpunten.

### NAC Breda
Falkenburg verliet AZ in 2014 definitief en verhuisde naar NAC Breda. Hiermee eindigde hij het seizoen als nummer zestien de Eredivisie, wat de club verplichtte tot het spelen van play-offs. Hierin schakelde het VVV-Venlo nog uit, maar een dubbele ontmoeting met Roda JC Kerkrade eindigde in degradatie naar de Eerste divisie.

### Willem II
Falkenburg maakte in de zomer van 2015 een opvallende transfer naar de aartsrivaal van NAC Breda, Willem II,. Hij tekende in juli een contract tot medio 2017 bij de nummer negen van de Eredivisie in het voorgaande seizoen. Dat lijfde hem transfervrij in, doordat zijn verbintenis bij NAC dankzij een clausule daarin verviel na de degradatie. Willem II was al zijn zesde Eredivisieclub in zijn carrière.
Falkenburg werd in het seizoen 2015/16 clubtopscorer met elf doelpunten in de reguliere competitie, een persoonlijk record. Desondanks eindigde hij ook met Willem II als nummer zestien in de competitie, waardoor hij ook de play-offs 2016 in moest. Falkenburg scoorde daarin tijdens twee overwinningen op Almere City FC in allebei de wedstrijden één keer. Tijdens de definitieve beslissingswedstrijden tegen NAC Breda maakte hij twee doelpunten tijdens de tweede wedstrijd, een 3-1 overwinning in eigen stadion. In combinatie met een 2-1-nederlaag in de eerste wedstrijd in Breda was deze uitslag voor Willem II genoeg voor lijfsbehoud in de Eredivisie.
Op 10 mei 2017 maakte Willem II bekend het aflopende contract van Falkenburg niet te verlengen.

### ADO Den Haag
Op 30 augustus 2017 maakte ADO Den Haag bekend dat Falkenburg voor twee seizoenen zou tekenen in de Hofstad. Het was voor hem alweer de zevende eredivisieclub. Hij was daarmee samen met Chris Dekker, Ruud Geels, Youssouf Hersi en Henny Meijer recordhouder van meeste clubs in de Eredivisie (7). Met zijn doelpunt in de wedstrijd tegen VVV-Venlo (0-2-winst) op 21 oktober 2017 had hij ook voor zeven eredivisieclubs gescoord, een record dat hij deelde met Dekker en Geels.

### Roda JC
Op 10 september 2020 tekende hij een eenjarig contract bij Roda JC Kerkrade in de Eerste divisie dat hem transfervrij overnam.

### AVV Swift
In juni 2023 werd bekend dat Falkenburg zich aansloot bij de selectie van AVV Swift uit Amsterdam in de Vierde Divisie. Eind september besloot hij echter na 3 duels om te stoppen met voetballen.

## Clubstatistieken
| Seizoen                     | Club              | Competitie      | Competitie | Competitie | Beker | Beker | Internationaal | Internationaal | Overig | Overig | Totaal | Totaal |
| Seizoen                     | Club              | Competitie      | Wed.       | Dlp.       | Wed.  | Dlp.  | Wed.           | Dlp.           | Wed.   | Dlp.   | Wed.   | Dlp.   |
| --------------------------- | ----------------- | --------------- | ---------- | ---------- | ----- | ----- | -------------- | -------------- | ------ | ------ | ------ | ------ |
| 2007/08                     | Sparta Rotterdam  | Eredivisie      | 2          | 0          | 0     | 0     | 0              | 0              | 0      | 0      | 2      | 0      |
| 2008/09                     | Sparta Rotterdam  | Eredivisie      | 30         | 3          | 2     | 0     | 0              | 0              | 0      | 0      | 32     | 3      |
| 2009/10                     | Sparta Rotterdam  | Eredivisie      | 30         | 10         | 4     | 2     | 0              | 0              | 4      | 1      | 38     | 13     |
| 2010/11                     | AZ                | Eredivisie      | 19         | 4          | 3     | 0     | 9              | 1              | 0      | 0      | 31     | 5      |
| 2011/12                     | AZ                | Eredivisie      | 10         | 3          | 1     | 0     | 8              | 2              | 0      | 0      | 19     | 5      |
| 2012/13                     | AZ                | Eredivisie      | 14         | 3          | 1     | 0     | 2              | 0              | 0      | 0      | 17     | 3      |
| 2012/13                     | → N.E.C.          | Eredivisie      | 14         | 2          | 0     | 0     | 0              | 0              | 0      | 0      | 14     | 2      |
| 2013/14                     | → Go Ahead Eagles | Eredivisie      | 31         | 9          | 2     | 1     | 0              | 0              | 0      | 0      | 33     | 10     |
| 2014/15                     | NAC Breda         | Eredivisie      | 27         | 5          | 2     | 1     | 0              | 0              | 0      | 0      | 29     | 6      |
| 2015/16                     | Willem II         | Eredivisie      | 34         | 11         | 2     | 0     | 0              | 0              | 4      | 4      | 40     | 15     |
| 2016/17                     | Willem II         | Eredivisie      | 28         | 5          | 0     | 0     | 0              | 0              | 0      | 0      | 28     | 5      |
| 2017/18                     | ADO Den Haag      | Eredivisie      | 29         | 5          | 1     | 0     | 0              | 0              | 2      | 0      | 32     | 5      |
| 2018/19                     | ADO Den Haag      | Eredivisie      | 24         | 5          | 0     | 0     | 0              | 0              | 0      | 0      | 32     | 5      |
| 2019/20                     | ADO Den Haag      | Eredivisie      | 13         | 1          | 1     | 0     | 0              | 0              | 0      | 0      | 14     | 1      |
| 2020/21                     | Roda JC Kerkrade  | Eerste divisie  | 29         | 9          | 0     | 0     | 0              | 0              | 2      | 0      | 31     | 9      |
| Carrière totaal             | Carrière totaal   | Carrière totaal | 334        | 75         | 19    | 4     | 19             | 3              | 12     | 5      | 384    | 87     |
| Bijgewerkt t/m 16 juli 2021 |                   |                 |            |            |       |       |                |                |        |        |        |        |

## Interlandcarrière
Nederland onder 21
Falkenburg debuteerde op 13 november 2009 in het Nederland –21 in de met 3-0 gewonnen wedstrijd tegen Liechtenstein –21. Falkenburg scoorde het tweede doelpunt. Ook in de daaropvolgende wedstrijd tegen Jong Spanje (2-1 winst) was hij trefzeker.
| Interlands van Erik Falkenburg  | Interlands van Erik Falkenburg  | Interlands van Erik Falkenburg  | Interlands van Erik Falkenburg  | Interlands van Erik Falkenburg  | Interlands van Erik Falkenburg  |
| №                               | Datum                           | Wedstrijd                       | Uitslag                         | Soort Wedstrijd                 | Doelpunten                      |
| Als speler bij Sparta Rotterdam | Als speler bij Sparta Rotterdam | Als speler bij Sparta Rotterdam | Als speler bij Sparta Rotterdam | Als speler bij Sparta Rotterdam | Als speler bij Sparta Rotterdam |
| ------------------------------- | ------------------------------- | ------------------------------- | ------------------------------- | ------------------------------- | ------------------------------- |
| 1.                              | 13 november 2009                | Nederland – Liechtenstein       | 3 – 0                           | Kwalificatie EK –21             | 1                               |
| 2.                              | 17 november 2009                | Nederland – Spanje              | 2 – 1                           | Kwalificatie EK –21             | 1                               |
| 3.                              | 11 augustus 2010                | Liechtenstein – Nederland       | 0 – 3                           | Kwalificatie EK –21             | 1                               |

Nederlands Beloftenelftal
Op 11 februari 2009 debuteerde Falkenburg voor het Nederlands Beloftenvoetbalelftal in een vriendschappelijke wedstrijd tegen Griekenland -20 (4-1 winst).
| Interlands van Erik Falkenburg  | Interlands van Erik Falkenburg  | Interlands van Erik Falkenburg           | Interlands van Erik Falkenburg  | Interlands van Erik Falkenburg  | Interlands van Erik Falkenburg  |
| №                               | Datum                           | Wedstrijd                                | Uitslag                         | Soort Wedstrijd                 | Doelpunten                      |
| Als speler bij Sparta Rotterdam | Als speler bij Sparta Rotterdam | Als speler bij Sparta Rotterdam          | Als speler bij Sparta Rotterdam | Als speler bij Sparta Rotterdam | Als speler bij Sparta Rotterdam |
| ------------------------------- | ------------------------------- | ---------------------------------------- | ------------------------------- | ------------------------------- | ------------------------------- |
| 1.                              | 11 februari 2009                | Nederland – Griekenland                  | 4 – 1                           | Vriendschappelijk               | 0                               |
| 2.                              | 3 juni 2009                     | Argentinië – Nederland                   | 4 – 0                           | Vriendschappelijk               | 0                               |
| 3.                              | 5 juni 2009                     | Nederland – Verenigde Arabische Emiraten | 1 – 0                           | Vriendschappelijk               | 0                               |
| 4.                              | 10 juni 2009                    | Chili – Nederland                        | 5 – 4                           | Vriendschappelijk               | 0                               |